# Ira (Griechenland)
Ira (griechisch Είρα (f. sg.)) ist ein Gemeindebezirk der Gemeinde Ichalia in der griechischen Region Peloponnes mit 433 Einwohnern. Hauptort und Verwaltungssitz ist Neda, in dessen Nähe der gleichnamige Fluss entspringt.
Im Nordwesten des Gemeindegebietes, nahe der Grenze zur Elis, liegt mit dem Apollontempel bei Bassae der am zweitbesten erhaltene griechische Tempel des Mutterlandes (nach dem Hephaisteion in Athen). Er war dem Heilgott Apollon Epikourios geweiht.